# Buda, Buzău
Buda là một xã thuộc hạt Buzău, România. Dân số thời điểm năm 2002 là 3302 người.